# Dywizja Polowa Luftwaffe Meindl
Dywizja Polowa Luftwaffe Meindl (niem. Luftwaffen-Division Meindl) – utworzona została na tyłach Grupy Armii Północ na początku 1942 r. 
Walczyła z powodzeniem w ramach 18 i 16 Armii pod Leningradem. Był to wyjątkowo duży związek taktyczny piechoty składający się z pięciu pułków, które pomimo wspólnego dowództwa działały jako samodzielne jednostki. Dywizję rozwiązano w grudniu 1942 r. w celu utworzenia 21 i 22 Dywizji Polowej Luftwaffe.

## Skład bojowy dywizji
- 1 pułk polowy Luftwaffe
- 2 pułk polowy Luftwaffe
- 3 pułk polowy Luftwaffe
- 4 pułk polowy Luftwaffe
- 14 pułk polowy Luftwaffe
- batalion łączności
- batalion narciarzy

## Dowódca dywizji
- Generalleutnant Luftwaffe Eugen Meindl (od 22 lutego 1942 do rozwiązania)